# James O'Barr
James O'Barr (Detroit, 1960) is een Amerikaanse striptekenaar/-schilder. Hij is de bedenker van popcultuur-icoon The Crow, die voor het eerst opdook in de door hem vormgegeven comic Caliber Presents #1 in 1989.
O'Barr bedacht The Crow als uitlaatklep voor een persoonlijke tragedie. Evenals de verloofde van The Crows alter ego Eric Draven, kwam O'Barrs verloofde jong om. Dravens vriendin werd vermoord, die van O'Barr doodgereden door een dronken automobilist toen hij achttien jaar oud was.

## Werk
Comics getekend, geschilderd, geschreven of een combinatie hiervan door (onder andere) O'Barr:
- Best of Northstar #1
- Bone Saw #1
- Book of Deady TPB
- Caliber Christmas, A
- Caliber Presents #1
- Caliber Presents #2
- Caliber Presents #3
- Caliber Presents #5
- Caliber Presents #15
- Choke, The #2
- Choke, The #2a
- Crow, The #1
- Crow, The #2
- Crow, The #3
- Crow, The #4
- Crow, The #0: A Cycle of Shattered Lives
- Crow, The Vol I
- Crow, The Vol II
- Crow, The Vol III
- Crow, The HARDCOVER (Graphitti Designs,1993- gelimiteerde uitgave van 1,500)
- Crow, The TPB
- Crow: Dead Time, The #1
- Crow: Dead Time, The #2
- Crow: Dead Time, The #3
- Crow: Dead Time, The TPB
- Dark Horse Presents #61
- Deadworld (vol. 1) #10 Graphic
- Deadworld (vol. 1) #10 Tame
- Deady the Terrible Teddy, Vol. 2
- Death Rattle (vol.3) #3
- Fugitive #1
- Hard Looks #3
- Hard Looks #9
- Hard Looks: Adapted Stories TPB
- Monster Massacre Special #1
- Northstar Presents #1: James O'Barr
- Northstar Presents #1a: James O'Barr (gold)
- Original Sins #1
- Pink Dust: Morphine Dreams #1
- Ride: Inertia's Kiss Sketchbook, The
- Savages #1
- Slash #1
- Slash #1a (red foil)
- Slash #2
- Tasty Bits

- Bibsys: 1082932
- Biblioteca Nacional de España: XX4614938
- Bibliothèque nationale de France: cb13087305g (data)
- Catàleg d'autoritats de noms i títols de Catalunya: 981058510275306706
- Gemeinsame Normdatei: 1020541768
- International Standard Name Identifier: 0000 0000 6384 4973
- Library of Congress Control Number: n95012738
- Bibliotheek van het Japanse parlement: 00472413
- Nationale Bibliotheek van Tsjechië: xx0012420
- Nationale bibliotheek van Australië: 35400120
- Nederlandse Thesaurus van Auteursnamen: 147231302
- Réseau des bibliothèques de Suisse occidentale: 02-A003649222
- Istituto Centrale per il Catalogo Unico: TO0V161920
- SNAC: w6nc6x0z
- Système universitaire de documentation: 057449465
- Trove: 939390
- Union List of Artist Names: 500330126
- Virtual International Authority File: 11548582
- WorldCat: E39PBJmDffjWRR9xcCWFwh78md